# Ruky Abdulai
Ruky Abdulai, född 8 augusti 1985, är en friidrottare från Kanada. Hon deltog vid olympiska sommarspelen 2008.